# Luigi Bigi Pittorio
Luigi Bigi Pittorio, noto anche come Lodovico Pittorio (Ferrara, 1452 o 1454 – Ferrara, 1525), è stato un religioso e poeta italiano.

Consolatoria lezione sul transito della morte

Secondo Lilio Gregorio Giraldi, Pittorio scrisse diversi poemi leggeri, per poi convertirsi alla vita religiosa.
Nel 1497, come cancelliere del duca di Ferrara, ebbe una lettera da Girolamo Savonarola.

## Opere
- Luigi Bigi Pittorio, Consolatoria lezione sul transito della morte, Firenze, Bartolomeo de' Libri, 1490. URL consultato il 22 aprile 2015.